# Nepačka
Nepačka (Lat. Salvinia), rod listopadnih vodenih trajnica od desetak vrsta (11, plus 2 hibrida) iz porodice nepačkovki. Raširene su po svim kontinentima, osim u Australiju gdje su neke vrste naknadno uvezene.
Salvinia natans ili plivajuća nepačka jedina je vrsta koja raste u Hrvatskoj.

## Vrste
1. Salvinia auriculata Aubl.
2. Salvinia biloba Raddi
3. Salvinia cucullata Bory
4. Salvinia hastata Desv.
5. Salvinia martynii Kopp
6. Salvinia minima Baker
7. Salvinia natans (L.) All.
8. Salvinia nuriana de la Sota & Cassa
9. Salvinia nymphellula Desv.
10. Salvinia oblongifolia Mart.
11. Salvinia sprucei Kuhn
12. Salvinia ×delasotae C.V.Miranda & Schwartsb.
13. Salvinia ×molesta D.S.Mitch.

## Vanjske poveznice
|  | Zajednički poslužitelj ima još gradiva o temi Salvinia |
|  | Wikivrste imaju podatke o taksonu Salvinia             |